# Senné (Košice)
|  | No s'ha de confondre amb Senné (Banská Bystrica). |

Senné és un poble i municipi d'Eslovàquia. Es troba a la regió de Košice, a l'est del país.

## Història
La primera referència escrita de la vila data del 1263.

## Demografia
| Godina             | 1994 | 2004   | 2014   | 2024   |
| ------------------ | ---- | ------ | ------ | ------ |
| Nombre de persones | 716  | 736    | 725    | 731    |
| Diferència         |      | +2,79% | −1,49% | +0,82% |

| Godina             | 2023 | 2024   |
| ------------------ | ---- | ------ |
| Nombre de persones | 723  | 731    |
| Diferència         |      | +1,10% |